# Sông Lòng Tàu

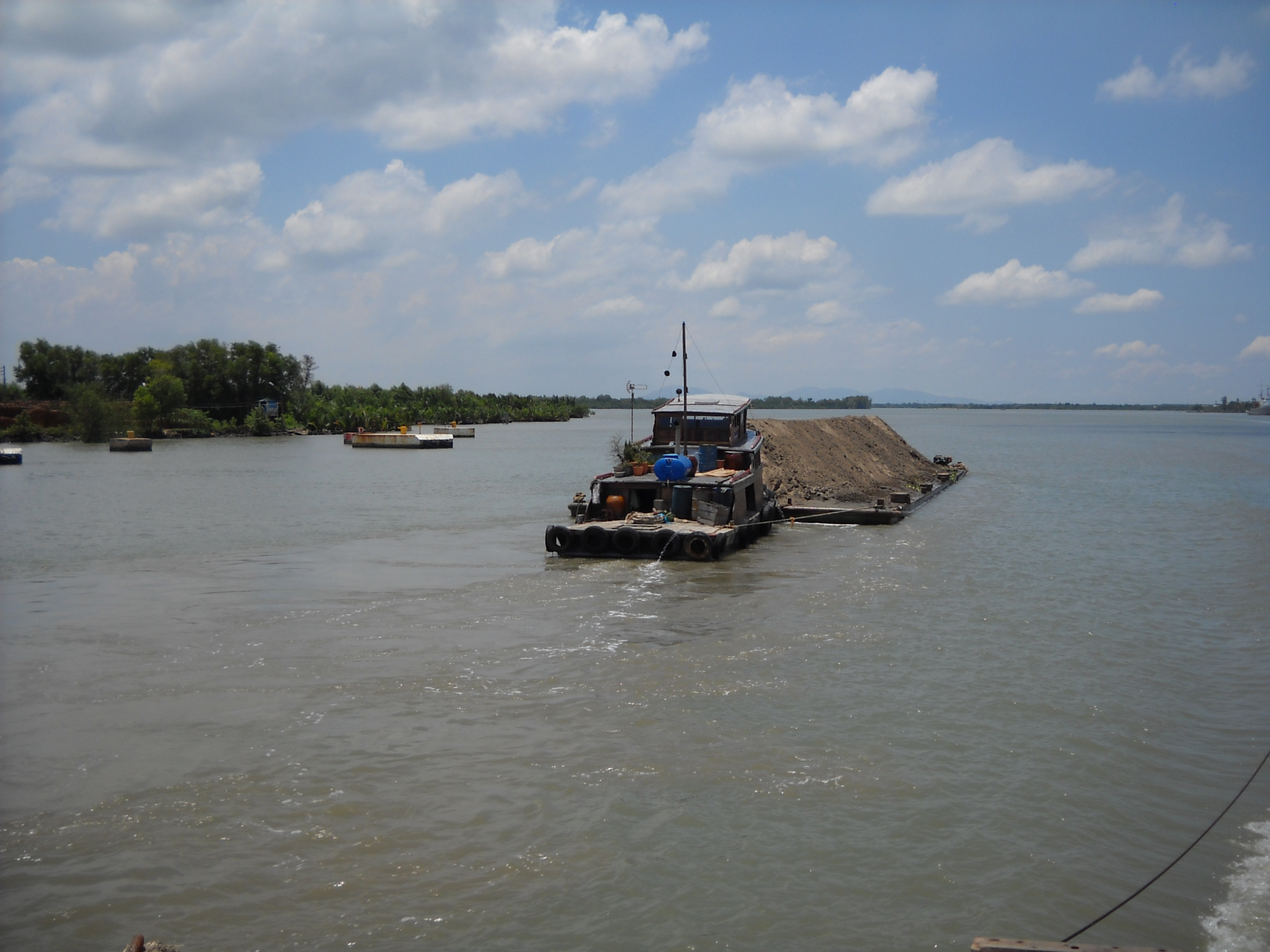
Sông Lòng Tàu

Sông Lòng Tàu, còn được gọi là Lòng Tảo là một phân lưu của sông Đồng Nai chảy qua huyện Cần Giờ và đổ vào vịnh Gành Rái .

## Dòng chảy
Sông Đồng Nai sau khi nhận nước của sông Sài Gòn xuôi xuống Nhà Bè thì chia làm hai. Nhánh phía tây là sông Soài Rạp chảy ra cửa Soài Rạp. Nhánh phía đông là sông Lòng Tàu 10°40′10″B 106°47′24″Đ / 10,669542°B 106,790073°Đ chảy ra vịnh Gành Rái.
Sông Lòng Tàu có tầm sâu trung bình là 15 m, chảy quanh co cắt ngang rừng Sác trước khi đổ ra Biển Đông.
Sông Lòng Tàu chảy đến xã Phước Khánh, huyện Nhơn Trạch thì chia làm hai nhánh. Nhánh về phía tây là sông Đồng Tranh chảy về phía cửa Soài Rạp, còn nhánh về phía đông tiếp tục mang tên Lòng Tàu chảy xuống Ngã Bảy nơi sông Dừa đổ vào. Tính từ ngã ba nơi sông Lòng Tàu tách ra khỏi sông Đồng Nai đến chỗ sông Ngã Bảy tách ra, Lòng Tàu dài khoảng 75 km. Từ Ngã Bảy ra biển, khúc hạ lưu sông này còn được gọi là sông Ngã Bảy.
Đến xã Thạnh An, Cần Giờ, sông Đồng Tranh và sông Ngã Bảy lại hợp lưu rồi đổ ra vịnh Gành Rái.

## Thủy vận
Sông Lòng Tàu là một tuyến giao thông đường thủy quan trọng ở Đông Nam Bộ, nơi các tàu biển từ Biển Đông đi qua cửa sông Ngã Bảy vào cập Cảng Sài Gòn. Sông Soài Rạp có bề ngang rộng hơn sông Lòng Tàu nhưng lòng sông lại cạn vì hay bị cát lấp nên về mặt giao thông, sông Lòng Tàu là thủy lộ chính nối liền Sài Gòn và biển.